# Lasy Spalskie
Lasy Spalskie este o arie protejată (sit de importanță comunitară — SCI) din Polonia întinsă pe o suprafață de 2.048,58 ha, integral pe uscat.

## Localizare
Centrul sitului Lasy Spalskie este situat la coordonatele 51°33′05″N 20°08′53″E / 51.5515°N 20.1481°E.

## Înființare
Situl Lasy Spalskie a fost declarat sit de importanță comunitară în aprilie 2004 pentru a proteja 7 specii de animale.

## Biodiversitate
Situată în ecoregiunea continentală, aria protejată conține 6 habitate naturale: Mlaștini oligotrofe degradate, capabile încă de regenerare naturală, Păduri de stejar și carpen Galio-Carpinetum, Mlaștini împădurite, Păduri aluvionare cu Alnus glutinosa și Fraxinus excelsior (Alno-Padion, Alnion incanae, Salicion albae), Păduri stepice euro-siberiene cu Quercus spp., Păduri central-europene de pin scoțian cu licheni.
La baza desemnării sitului se află mai multe specii protejate:
- amfibieni (1): triton cu creastă (Triturus cristatus)
- mamifere (5): liliac cârn (Barbastella barbastellus), castor (Castor fiber), vidră de râu (Lutra lutra), liliac cu urechi mari (Myotis bechsteinii), liliac comun (Myotis myotis)
- nevertebrate (1): Osmoderma eremita

Pe lângă speciile protejate, pe teritoriul sitului au mai fost identificate 13 specii de plante, 1 specie de amfibieni, 4 specii de mamifere, 2 specii de reptile.